# Ascorbate de potassium
L’ascorbate de potassium est un composé chimique de formule KC6H7O6. Il s'agit d'un ascorbate minéral, sel d'acide ascorbique et de potassium.
En tant qu'additif alimentaire (antioxydant et régulateur d'acidité), il est parfois associé au numéro E303, mais celui-ci désigne principalement le diacétate d'ascorbyle. Il pourrait par ailleurs posséder des propriétés antitumorales,,.
Il est autorisé en Australie et en Nouvelle-Zélande mais ne l'est pas au sein de l'Union européenne, du Royaume-Uni et des États-Unis,.